# Охотин, Степан Гаврилович
Степа́н Гаври́лович Охо́тин (20 декабря 1911, Весьшурга, Царевококшайский уезд, Казанская губерния, Российская империя ― 14 августа 1972, Йошкар-Ола, Марийская АССР, РСФСР, СССР) ― марийский советский деятель здравоохранения, врач-хирург. Заместитель министра здравоохранения Марийской АССР (1946―1949), заведующий Республиканской поликлиникой, главный врач Республиканского противотуберкулёзного диспансера МАССР (1956―1972). Заслуженный врач РСФСР (1960). Участник Великой Отечественной войны. Член ВКП(б) с 1939 года.

## Биография
Родился 20 декабря 1911 года в дер. Весьшурга ныне Моркинского района Марий Эл в крестьянской семье. 
В сентябре 1935 года окончил 2-й Московский медицинский институт.
В 1935 году призван в РККА, военврач до 1936 года. В 1939 году вступил в ВКП(б).
В 1940 году вновь призван в Красную Армию. Участник Великой Отечественной войны: хирург, начальник медицинского отделения эвакогоспиталя № 3421 на 2-м Белорусском фронте, майор медицинской службы. Демобилизовался из армии в марте 1946 года. Награждён орденами Красной Звезды и Отечественной войны II степени и медалями.
После войны работал главным врачом Моркинской центральной районной больницы. В 1946―1949 годах ― заместитель министра здравоохранения Марийской АССР. В 1949―1956 годах ― хирург-уролог Республиканской больницы Марийской АССР, с 1956 года ― заведующий Республиканской поликлиникой, главный врач противотуберкулёзного диспансера МАССР.
Является автором брошюр, публикаций в республиканской прессе на медицинские темы.
За заслуги в области здравоохранения в 1960 году ему присвоено почётное звание «Заслуженный врач РСФСР». Награждён медалями, в том числе «За трудовую доблесть», и Почётной грамотой Президиума Верховного Совета Марийской АССР (дважды).

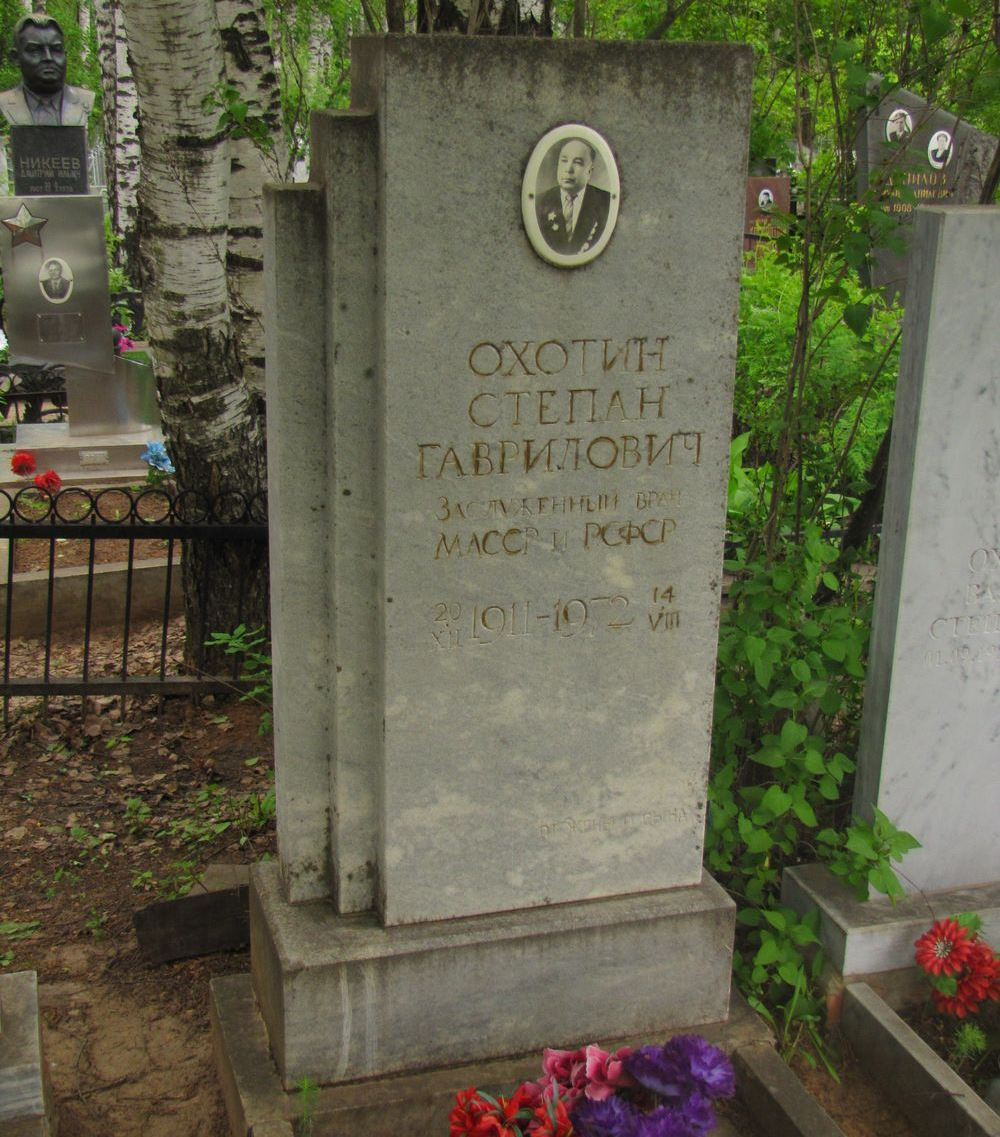
Могила заслуженного врача РСФСР Охотина Степана Гавриловича на Туруновском кладбище Йошкар-Олы

Ушёл из жизни 14 августа 1972 года в Йошкар-Оле. Похоронен на Туруновском кладбище Йошкар-Олы.  

## Звания и награды
- Заслуженный врач РСФСР (1960)[2][3]
- Заслуженный врач Марийской АССР (1951)[2][3]
- Орден Отечественной войны II степени (30.05.1945)[2][3][4]
- Орден Красной Звезды (31.08.1944)[2][3][4]
- Медаль «За оборону Москвы»
- Медаль «За взятие Берлина»
- Медаль «За победу над Германией в Великой Отечественной войне 1941—1945 гг.» (09.05.1945)
- Медаль «За трудовую доблесть» (1952)[2][3]
- Медаль «За доблестный труд. В ознаменование 100-летия со дня рождения Владимира Ильича Ленина»[2][3][4]
- Почётная грамота Президиума Верховного Совета Марийской АССР (1957, 1971)[2][3]